# Pizza Tower
Pizza Tower este un joc de tip platformer din 2023 creat de dezvoltatorul de jocuri independent Tour De Pizza. Jocul urmărește un pizzaiolo pe nume Peppino Spaghetti, care trebuie să urce un turn pentru a-și proteja pizzeria. Jocul a fost inspirat de seria Wario Land. A fost creat cu Game Maker și stilul de artă a fost inspirat de serialul Ren și Stimpy.

## Poveste
Povestea începe cu Peppino Spaghetti, un pizzar italian și proprietarul unei pizzerii, care este atacat de Pizzaface, o pizza zburătoare.  Pizzaface amenință că va distruge pizzeria lui Peppino cu un laser de pe un turn din apropiere. Peppino începe să urce turnul pentru a-l învinge pe Pizzaface și a-și salva pizzeria. 

## Gameplay
Turnul are cinci etaje, fiecare cu câte patru nivele și un șef la final. Fiecare nivel are o temă distinctă și o mecanică de joc unică. Peppino poate să meargă, alerge, sară, rostogolească și să alunece. Atacurile lui includ trântirea, prinderea și aruncarea inamicilor și blocarea atacurilor acestora. Dacă Peppino aleargă suficient de mult, el începe să se năpustească, poate să alerge pe ziduri și să treacă prin inamici și obiecte. Învingerea unui inamic începe un combo care durează șapte secunde, jucătorul îl poate prelungi învingând mai mulți inamici sau colectând ingrediente de pizza și alte obiecte.  Anumite nivele includ puteri speciale care modifică abilitățile lui Peppino, cum ar fi o armură de cavaler sau Gustavo, un personaj secundar care călărește pe un șobolan. Ținutele pentru schimbul de culoare pentru Peppino pot fi achiziționate prin îndeplinirea provocărilor și obținerea de realizări. Pizza Tower nu prezintă niveluri de dificultate tradiționale; mai degrabă, dificultatea depinde de ceea ce jucătorul alege să realizeze. Secretele sunt opționale și nu există vieți. Ciocnirea cu un obstacol nu-l rănește pe Peppino, deși scade scorul jucătorului și scade două secunde din cronometrul combo.